# Terremoto della Calabria del 1659
Il terremoto del 1659 fu un sisma che colpì principalmente la Calabria il 6 novembre del 1659. Il terremoto ebbe luogo alle 6 del mattino del 6 novembre e l'epicentro è stato localizzato nell'area compresa fra i golfi di Sant'Eufemia e di Squillace. L'area più colpita fu tutta la fascia tirrenica da Sant'Eufemia alla piana di Gioia Tauro; alla prima scossa (di intensità stimata fra il nono ed il decimo grado della scala Mercalli) ne seguirono altre alle 6 del giorno 7, alle 22 del 10, ed uno sciame sismico proseguito fino alla primavera successiva.
Il vescovo di Catanzaro, il milanese Monsignor Filippo Visconti scrisse:
Poi, alle sofferenze causate dal terremoto (circa 2.000 vittime), si aggiunsero quindi i disagi causati dal maltempo prosegue infatti il vescovo: 
(lettera di Monsignor Filippo Visconti)
Il terremoto causò oltre agli ingentissimi danni anche un aumento del banditismo, visto che la malavita della regione approfittò dell'abbandono dei centri abitati per darsi al saccheggio.